# ФК Беласица
ФК Беласица је фудбалски клуб из Струмице у Северној Македонији, који игра у Првој лиги Македоније.
Клуб је основан 1922. година. У својо дугогодишњој историји има неколико запаженијих успеха. Играо је у Другој лиги СФРЈ и два пута је био другопласирани у Првој лиги Македоније.
Фудбалски клуб Беласица је један од најорганизованијих клубова у Македонији, са стадионом који задовољава стандарде ФИФА и УЕФА са 30-ак просторја, главним тереном са трибинама од којих је једна покривена са три помоћна терена, капацитета од 6,000 гледаца.
Клуб има Фудбалску школу за све категорије играча од петлића, пионира, кадета до омладинаца. Школа је „расадник“ фудбалских талената који касније играју важну улогу у македонском фудбалу.
Најпознатији фудбалер који је играо у Беласици је македонски репрезенттивац Горан Пандев.

## ФК Беласица у европским такмичењима
| Сезона  | Такмичење | Коло       | Држава      | Клуб   | Резултат |
| ------- | --------- | ---------- | ----------- | ------ | -------- |
| 2002/03 | УЕФА куп  | 1 коло кв. | Португалија | Леишеш | 2-2, 1-2 |
| 2003/04 | УЕФА куп  | 1 коло кв. | Словенија   | Цеље   | 2-7, 0-5 |